# Dometorina inflata
Dometorina inflata är en kvalsterart som först beskrevs av Berlese 1916.  Dometorina inflata ingår i släktet Dometorina och familjen Hemileiidae. Inga underarter finns listade i Catalogue of Life.